# Adam Waczyński
Adam Waczyński (Toruń, 15 ottobre 1989) è un cestista polacco.
Alto 199 cm, gioca come guardia.

## Carriera
Con la Polonia ha disputato i Campionati mondiali del 2019 e quattro edizioni dei Campionati europei (2011, 2013, 2015, 2017).

## Palmarès
- Eurocup: 1

Malaga: 2016-17
- Coppa di Polonia: 2

Trefl Sopot: 2012, 2013
- Supercoppa polacca: 2

Trefl Sopot: 2012, 2013